# Nora Greenwaldová
Nora Kristina Greenwaldová (* 7. září 1977), lépe známá pod svým ringovým jménem Molly Holly, je v současné době neaktivní americká profesionální wrestlerka. Nejvíce známá je pro svoje působení ve World Championship Wrestling (WCW) a World Wrestling Entertainment (WWE).
Svoji profesionální wrestlingovou kariéru začala ve WCW kde pracovala jako trenérka. Ve WWE debutovala jako jedna z týmu Holly Cousins. V březnu 2004 měla zápas "titul versus vlasy" proti Victorie a po prohře si musela oholit hlavu. Greenwaldová je také dvounásobná Women's šampionka a jedna z mála žen která držela Hardcore titul.